# Отделы анимации
Отделы анимации (или отделы производства анимации) — это команды киностудии, которые работают над различными аспектами анимации, такими как раскадровка или 3D-моделирование. Он может относиться к одному отделу, который обрабатывает анимацию в целом, или к нескольким отделам, которые обрабатывают определённые задачи. Это также может относиться к отделению колледжа.

## Отделы анимации
- Отдел пересдачи — ищет ошибки в анимации и исправляет их. Аниматор будет проверять все кадры один за другим, чтобы убедиться, что они плавно перетекают.
- Отдел композитинга — обрабатывает специальные эффекты, такие как хроматический ключ и другие аспекты композитинга .
- Отдел промежуточных кадров — создаёт промежуточные кадры, кадры, которые проходят между ключевыми кадрами (основные точки действия в сцене), составляющие основную часть анимации.
- Отдел редактирования — компилирует и редактирует анимацию (частично или полностью) для обеспечения согласованности.
- Отдел фона — рисует фон для сцен.
- Отдел раскадровки — планирование анимации с использованием эскизов её основных моментов (раскадровка).
- Отдел сканирования — преобразует традиционно нарисованные носители в цифровые и гарантирует, что кадры не потеряны в процессе.
- Отдел звуковых эффектов и музыкального озвучивания — создаёт саундтреки и звуковые эффекты, например, с хором, инструментами и Фоли.
- Отдел макетирования — готовит сцены и разрабатывает планы того, как сцена должна выглядеть.